# Кушинг, Уильям
Уильям Кушинг (англ. William Cushing, 1 марта 1732 — 13 сентября 1810) — один из первых пяти судей Верховного суда США, утвержденных Сенатом США 26 сентября 1789 года. Уильям Кушинг проработал судьей Верховного суда США до момента своей смерти. Срок пребывания его в должности составил 20 лет 11 месяцев и является самым долгим среди первых членов Верховного суда США. В январе 1796 года выдвинут президентом США Джорджем Вашингтоном на должность председателя Верховного суда США, однако отказался от данной должности. Уильям Кушинг являлся последним судьей в истории США, носящим специальную судебную одежду — полный парик.

## Ранние годы
Уильям Кушинг родился 1 марта 1732 года в городе Сичуэйт, Массачусетс-Бэй, Соединённые Штаты Америки. У семьи Кушингов долгая история проживания в штате Массачусетс, которая началась в 1638 году в городе Хингем. Отец Уильяма Джон Кушинг (1695—1778) являлся должностным лицом штата — магистратом провинции, в 1747 году Джон Кушинг становится судьей Верховного суда штата Массачусетс. Дед Уильяма Кушинга — Джон Кушинг (1662—1737/38) — являлся судьей верховного суда и членом совета при губернаторе. Мать Уильяма Кушинга Мэри Коттон Кушинг, дочь Джозии Коттона (1679/80—1756), родственница известного пуританского богослова XVII века Джона Коттона.

## Образование
В 1751 году Уильям Кушинг окончил Гарвард-колледж и становится членом коллегии адвокатов в Бостоне в 1755 году. В период с 1755 года по 1772 занимался юридического практикой в различных городах штатов США до 1772 года, когда губернатор штата Массачусетс Томас Хатчинсон назначает Уильяма Кушинга судьей Верховного суда штата Массачусетс (вместо его отца ранее подавшего в отставку).

## Карьера
После начала американской войны за независимость в 1775 году, конгресс Массачусетса стремился реорганизовать суды для устранения атрибутов британского влияния. Таким образом конгресс Массачусетса сначала распустил местный Верховный суд, а затем создал его снова, реформировав различные институты. Из всего старого состава Верховного суда Массачусетса лишь Уильям Кушинг сохранил свой пост.
В 1777 года конгресс Массачусетса назначает Кушинга председателем Верховного суда Массачусетса. В 1780 году он становится членом Американской академии искусств и наук. Уильям Кушинг пробудет председателем Верховного суда Массачусетса вплоть до 1789 года. За время работы в данной должности судом под его руководством вынесено множество исторических решений, в том числе по делу «Содружество против Дженнисона», где Уильям Кушинг изложил присяжным своё отношение к рабству в следующей форме:

Что касается доктрины рабства и прав христиан держать африканцев в постоянном рабстве, а также продавать и обращаться с ними так же, как мы делаем это с нашими лошадьми и скотом, то такая правда ранее утверждалась в различных местных законах, однако нигде прямо данные права не предусматривались и не устанавливались. Это был обычай, который возник из практики европейских стран и правил британского правительства уважающих тогдашние колонии и действующих в интересах развития торговли и обогащения. Но независимо от того, какие чувства ранее преобладали в конкретных случаях или навязывались нам на примере других стран, у народа Америки возникла другая идея, более благоприятная для естественных прав человека и стремящиеся в предоставлении человеку естественной свободы без учёта цвета кожи или формы носа. Конституция, которой народы Содружества торжественно связывают себя, провозглашает, что все люди рождаются свободными и равными и что каждый субъект имеет право на свободу, а также право на жизнь и собственность. Все эти права не имеют ничего общего с идей рождения кого либо рабом. В таком случае, я думаю, что идея рабства несовместима с нашим собственным поведением и Конституцией и не может быть такой вещи, как вечное рабство разумного существа, если только его свобода не утрачена в связи с преступным поведением, не отменена личным согласием или её ограничение не предусмотрено договором
Оригинальный текст (англ.)As to the doctrine of slavery and the right of Christians to hold Africans in perpetual servitude, and sell and treat them as we do our horses and cattle, that (it is true) has been heretofore countenanced by the Province Laws formerly, but nowhere is it expressly enacted or established. It has been a usage -- a usage which took its origin from the practice of some of the European nations, and the regulations of British government respecting the then Colonies, for the benefit of trade and wealth. But whatever sentiments have formerly prevailed in this particular or slid in upon us by the example of others, a different idea has taken place with the people of America, more favorable to the natural rights of mankind, and to that natural, innate desire of Liberty, with which Heaven (without regard to color, complexion, or shape of noses-features) has inspired all the human race. And upon this ground our Constitution of Government, by which the people of this Commonwealth have solemnly bound themselves, sets out with declaring that all men are born free and equal -- and that every subject is entitled to liberty, and to have it guarded by the laws, as well as life and property -- and in short is totally repugnant to the idea of being born slaves. This being the case, I think the idea of slavery is inconsistent with our own conduct and Constitution; and there can be no such thing as perpetual servitude of a rational creature, unless his liberty is forfeited by some criminal conduct or given up by personal consent or contract ....
— 
Данное решение суда означало, что институт рабства несовместим с конституцией штата Массачусетс, принятой в 1779 году, и, соответственно, запрещён в данном штате.
Во время восстания Шейса (1786—1787) Уильям Кушинг проводил судебные заседания несмотря на агрессивные вооруженные протесты, проходящие на территории штата. Впоследствии он же выносил решения в отношении повстанцев. В 1788 году Кушинг занял пост вице-президента Конституционного собрания Массачусетса, который ратифицировал Конституцию США в определённой части.

### Верховный суд США
24 сентября 1789 года президент Джорж Вашингтон выдвинул кандидатуру Кушинга на одну из пяти судебных должностей в недавно созданном Верховном суде США. Его назначение (наряду с назначениями Джона Блэра-младшего; Роберта Харрисона; Джона Ратледжа; и Джеймса Уилсона; плюс назначение Джона Джея на пост председателя суда) утверждено Сенатом два дня спустя, хотя официально работа Кушинга в суде началась со 2 февраля 1790 года — с момента принесения Судебной присяги. Его двумя наиболее важными решениями были, вероятно, «Чишолм против Джорджии» (о порядке предъявления исков к штатам, отменено принятием 11 поправки к Конституции США) и «Уэр против Хилтона» (о применении договоров, заключенных в соответствии с Конституцией, которые заменяют законы штатов). Несмотря на то, что он работал в Суде в течение двух десятилетий, только 19 его решений фигурируют в United States Reports.
В июне 1795 года председатель Верховного суда Джон Джей подал в отставку во время длительного перерыва работы Сената, в результате чего Вашингтон назначил Джона Ратледжа председателем суда на время перерыва работы Сената. 15 декабря 1795 года на следующей сессии Сенат отклонил кандидатуру Ратледжа. 26 января 1796 года Вашингтон выдвинул кандидатуру Кушинга, Сенат подтвердил выдвижение на следующий день. Кушинг получил данное заключение 27 января, но 2 февраля отказался от назначения.